# Guarea macrocalyx
Guarea macrocalyx là một loài thực vật có hoa trong họ Meliaceae. Loài này được Al.Rodr. mô tả khoa học đầu tiên năm 2006.